# Diadelia subnervulata
Diadelia subnervulata là một loài bọ cánh cứng trong họ Cerambycidae.